# Онеггер, Артюр
Артю́р Онегге́р (фр. Arthur Honegger; 10 марта 1892, Гавр — 27 ноября 1955, Париж) — швейцарско-французский композитор и музыкальный критик. Один из самых продуктивных музыкантов объединения французских композиторов Groupe des Six.

## Биография
Артюр Онеггер родился 10 марта 1892 года в портовом городе Гавре, в семье швейцарского коммерсанта, занимавшегося кофе, уже давно обосновавшегося во Франции.

Я прожил большую часть своей жизни во Франции… здесь я учился, как всякий добропорядочный француз. Но всё же я пожизненно ощущаю в себе швейцарский элемент, некий глубоко укоренившийся атавизм, то, что Дариус Мийо иронически называл моей «гельветической чувствительностью».
— Arthur Honegger. Je suis compositeur. Paris, 1951.
Рано увлёкшись музыкой, он первоначально занимался самостоятельно, а в 1905 году стал частным образом изучать гармонию и осваивать скрипку. В 1909 году Онеггер поступил в консерваторию Цюриха, а спустя два года перевёлся в Парижскую консерваторию, где обучался по классу скрипки, а также изучал теорию музыки (у Жедальжа), дирижирование (у Венсана д’Энди) и занимался композицией (у Видора). С 1914 по 1916 год Онеггер служил в пограничных войсках Швейцарии, по окончании службы вернулся в консерваторию и окончил её в 1918 году. К этому времени относятся первые серьёзные сочинения композитора: Струнный квартет и симфоническая поэма «Песнь Нигамона».
В 1916 году Онеггер присоединился к организованной Эриком Сати группе «Новые молодые», являвшейся противовесом просто «Молодым» Мориса Равеля и участвовал в серии коллективных концертов этой группы. В начале 1920-х годов Онеггер вместе со своим другом Дариюсом Мийо формально вошёл в так называемую «Шестёрку», организованную на основе «Новых молодых», однако после быстрого распада и этого условного сообщества избирал самостоятельный путь. Для Онеггера эта группа музыкантов никогда не несла в себе никакой единой или отчётливой программы. Как писал биограф Онеггера Вилли Тапполе: «„Шестёрка“ — это всего лишь удобная этикетка для аккуратного каталогизирования…»
Уже в самом начале существования «Шестёрки» наблюдались расхождения в оценке ряда творческих явлений современности — Мийо, Орик и Пуленк были горячими последователями Эрика Сати, но спокойный и рассудительный Онеггер никогда не считал его одним из своих учителей. Впрочем, это не мешало ему иногда участвовать в самых радикальных его новшествах. Так, 5 апреля 1919 года в зале Уиген именно Артюр Онеггер оказался тем единственным, кто в антракте представил публике «маленькие пьесы для меблировочной музыки, изобретённой Эриком Сати», сказав о них несколько вводных слов от имени автора. Он был самым неожиданным из всех, кого Сати мог попросить об участии в этом странном событии, согласившись на него только по ровности своего швейцарского характера. Но это нисколько не мешало Онеггеру воспринимать именно те идеи, которые лично ему казались продуктивными. Так, появившаяся пятью годами позднее его самая известная оркестровая пьеса «Пасифик 231» стояла особняком во всём его творчестве. Описывая средствами музыки движение большого паровоза, Онеггер со свойственной ему обстоятельностью развил меблировочную идею «индустриализации музыки», выдвинутую Сати, правда, в характерном для него изобразительном и даже несколько импрессионистском ключе.
Парижская музыкальная критика неизменно выделяла Онеггера из числа группы «Шести» и отмечала все его премьеры несравненно более благожелательными рецензиями.
«Я никогда не кричал „Долой Вагнера!“» — пишет Онеггер в своей книге под лапидарным названием «Я — композитор». Всего только один раз Онеггер принял участие в коллективных акциях и совместных событиях группы «Шести», когда написал гротескно-карикатурный «Похоронный марш на смерть генерала» для буффонады «Новобрачные Эйфелевой башни» (или «Кровавая свадьба») на пародийное либретто, написанное Жаном Кокто. А когда по инициативе Кокто и Сати половина членов «Шестёрки» примкнули к молодым ниспровергателям Равеля, Онеггер уклонился и не принял прямого участия в этой публичной акции. Он также отказался подписать знаменитый памфлет Эрика Сати, в котором, между прочим, он изрёк свои знаменитые bon mots, ставшие притчей: «Мсье Равель отказался от ордена Почётного легиона, но вся его музыка принимает этот орден…» Позднее в своей жизни Артюр Онеггер вернулся к этому вопросу. Онеггер всегда стоял подчёркнуто особняком от своих приятелей по «Шестёрке» как по творческой манере, так и по своему характеру, а его личные отношения с Эриком Сати отличались постоянно демонстрируемой отстранённостью и дистанцией. Ещё в 1924 году он высказал в своей статье, отвечающей на рецензию в Times всего несколько слов, полностью отражавших его внутреннее отношение к группе, участником которой он сам являлся: «…Наша группа — это ассоциация не единомышленников, а просто друзей, так что „Петух и Арлекин“ Кокто никогда не был нашим общим знаменем. У нас не было и нет никакой единой эстетики!»
Однако, раз проникнувшись идеей создания «новой музыки», композитор затем подпал под растущее влияние Игоря Стравинского, музыку которого он в дальнейшем глубоко изучал и в 1939 году написал о ней большое эссе. В этот период Онеггер сочинял музыку для театра и кинематографа, а также многочисленные камерные и оркестровые сочинения.
Известность пришла к Онеггеру с музыкой к пьесе швейцарского драматурга Рене Моракса «Царь Давид», написанной в 1921 году и три года спустя переработанной в ораторию. В 1923 году Онеггер создал наиболее известное своё оркестровое сочинение «Пасифик 231. Симфоническое движение № 1» (фр. mouvement symphonique), посвящённое одноимённому паровозу; позднее были написаны ещё два сочинения в том же «жанре»: «Регби» и «Симфоническое движение № 3». Композитор вёл активную концертную деятельность, не переставая сочинять музыку.

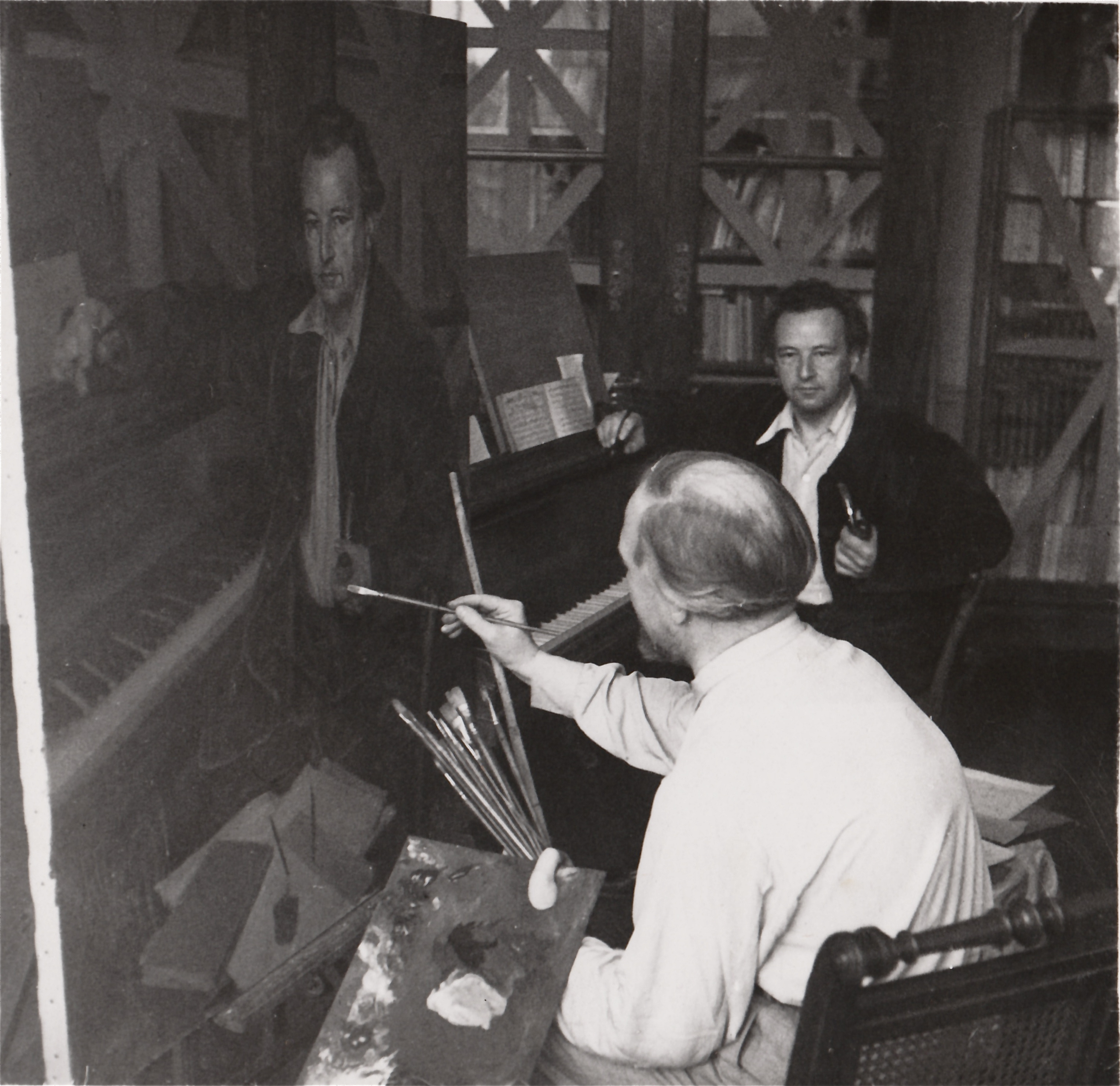
Сергей Иванов и Артюр Онеггер, Париж, 1944

Во время оккупации Франции фашистской Германией Онеггер отказался покинуть Париж и продолжал сочинять. В своих произведениях того времени композитор отразил своё отношение к сложившейся ситуации. Знаковым сочинением этого периода стала созданная в 1941 году Вторая симфония для струнного оркестра с трубой, три части которой символизируют смерть, скорбь и освобождение.
В послевоенные годы Онеггер достиг вершин признания. В 1948 году Цюрихский университет присвоил ему степень доктора honoris causa с мотивировкой: «Смелому пионеру и великому композитору во всех областях музыкального творчества». Он стал президентом «Интернациональной федерации и ассоциации авторов театральной музыки», основателем и президентом Музыкального совета при ЮНЕСКО.
Весной 1952 года во многих европейских городах проходили фестивали, посвященные его шестидесятилетию. Французская академия избрала его своим почётным членом.
Онеггер продолжал вести большую концертную деятельность. Появлялись и новые сочинения — трагическая Третья симфония, получившая подзаголовок Литургическая, Монопартита, Пятая симфония, отражающие мрачные настроения композитора, а наряду с ними светлая Четвёртая симфония, Камерный концерт, «Архаическая сюита», Рождественская кантата на литургические и народные тексты.
Последние годы Онеггер прожил в Париже. В 1953 году он был принят во Французскую Академию и был удостоен звания Великого офицера ордена Почётного легиона. В течение нескольких лет композитор преподавал в Нормальной школе Альфреда Корто.
Онеггер умер в Париже после инфаркта.

## Творчество
Онеггер — один из крупнейших композиторов XX века. В его музыке нашли отражение все трагедии XX века, все то, с чем пришлось столкнуться миллионам людей. Подобно симфониям Шостаковича, романам Хемингуэя, Маркеса или полотнам Пикассо, его музыка проникнута тревогой за судьбы человечества, будущее культуры. В его произведениях органически слиты напряженнейшая эмоциональность и трезвая критическая мысль, а трагизм миросозерцания приводит к сгущенному драматизму, острой экспрессии. Онеггер оставил такие замечательные образцы оперно-драматического искусства, как опера «Антигона», оратория «Крики мира», драматическая оратория «Жанна д’Арк на костре». Он стремился к воплощению общечеловеческих идеалов, к утверждению высоких этических ценностей.
Это относится и к его симфоническому творчеству. В наследии композитора — пять симфоний, отличающихся богатством жизненных образов, яркими контрастами, высоким этическим пафосом.
Ряд сочинений Онеггера открывают его глубокую религиозность (композитор был протестантом) — оратории «Царь Давид» и «Жанна д’Арк на костре», Третья «Литургическая» симфония.
Идеалом для него служит Стравинский, которого Онеггер считает «спасительным примером, которому мы все должны подражать». «Стравинский непрестанно борется за уточнение музыкальных идей, за их осуществление, в котором он требует совершенства… Иными словами, „Гений есть терпеливый и длительный труд“. И гений Стравинского есть нескончаемый труд», — писал композитор в статье «Стравинский — музыкант-профессионал».
Онеггер известен и как литератор — им написано три публицистические книги, критические статьи. Он автор нескольких эссе о композиторах (в частности, о И. Стравинском), автобиографической книги «Я — композитор». В этих работах он предстает как талантливый критик и оригинальный мыслитель.

## Основные сочинения
Оперы
- «Юдифь» (1925, вторая редакция — 1936)
- «Антигона» (1926)
- «Орлёнок» (1935, совместно с Жаком Ибером)

Балеты
- «Правда — ложь» (1920)
- «Скейтинг ринк» (1921)
- «Фантазия» (1922)
- «Под водой» (1925)
- «Свадьба Амура и Психеи» (1928, на темы И. С. Баха)
- «Икар» (1935)
- «Белая птица улетела» (1937)
- «Песнь песней» (1938)
- «Рождение цвета» (1940)
- «Зов гор» (1943)
- «Шота Руставели» (1945)

Оперетты
- «Приключения короля Позоля» (1930)
- «Красотка из Мудона» (1931)
- «Малютка Кардиналь» (1937)

Оратории и кантаты
- «Царь Давид» (1921—1924)
- «Амфион» (1929)
- «Крики мира» (1931)
- «Жанна д’Арк на костре» (1935)
- «Пляска мёртвых» (1939)
- Рождественская кантата (1953)

Оркестровые сочинения
Симфонии:
- Симфония № 1 (1930)
- Симфония № 2 для струнного оркестра и трубы (1941)
- Симфония № 3 «Литургическая» (1946)
- Симфония № 4 «Базельские удовольствия» (1946)
- Симфония № 5 «Симфония трёх ре» (1950)

«Симфонические фрагменты» («Симфонические движения»):
- Симфонический фрагмент № 1 «Пасифик 231» (1923)
- Симфонический фрагмент № 2 «Регби» (1928)
- Симфонический фрагмент № 3 (1933)

Концерты
- Концертино для фортепиано с оркестром (1924)
- Концерт для виолончели с оркестром (1929)
- Камерный концерт для флейты, английского рожка и струнных (1948)

Камерные сочинения
Ансамбли:
- Три струнных квартета (1917, 1935, 1937)
- Фортепианное трио f-moll (1914)
- Гимн для десяти струнных (1920)

Сонаты и сонатины:
- Две сонаты для скрипки и фортепиано (1918, 1919)
- Соната для виолончели и фортепиано d-moll (1920)
- Соната для альта и фортепиано (1920)
- Сонатина для двух скрипок G-dur (1920)
- Сонатина для кларнета и фортепиано (1922)
- Сонатина для скрипки и виолончели e-moll (1932)
- Соната для скрипки соло (1940)

Прочие сочинения:
- «Танец козочки» для флейты соло (1921)
- «Тень Равины» для струнного квартета, флейты и арфы (1941)
- Романс для флейты и фортепиано (1953)

Сочинения для фортепиано
- Токката с вариациями (1916)
- Три пьесы (1919): Прелюдия, Посвящение Равелю, Танец
- Сарабанда (1920)
- Семь коротких пьес (1920)
- «Римская тетрадь» (1923)
- Посвящение Альберу Русселю (1928)
- Прелюдия, Ариозо и Фугетта на тему BACH (1932)
- Маленькие арии на выдержанный бас (1941)
- Два эскиза (1944)

Прочие сочинения
- Музыка к театральным постановкам, радиоспектаклям и кинофильмам

#### Театральная музыка
- Сказание об Играх Мира (Le Dit des Jeux du Monde), 1918

#### Киномузыка
- 1936 — «Майерлинг»
- 1938 — «Пигмалион»
- 1943 — «Тайны»
- 1946 — «Привидение» / Un revenant

## Литературные сочинения
- Онеггер А. О музыкальном искусстве / Пер. с фр., коммент. В. Н. Александровой, В. И. Быкова.. — Л.: Музыка, 1979. — 264 с. (Издание содержит книгу «Я — композитор», сборник статей «Заклинание окаменелостей», а также музыкально-критические статьи разных лет.)

## Память
В 1994 году Национальный банк Швейцарии поместил портрет Артюра Онеггера на банкноту номиналом 20 франков 8-й серии швейцарских франков, призванной увековечить видных представителей междисциплинарных форм искусства и имевшей хождение до 30 апреля 2021 года.
Имя композитора получила консерватория в Гавре.